# マジシャン・プレスト
『マジシャン・プレスト』（原題：Presto）は、ピクサー・アニメーション・スタジオによって製作されたアメリカ合衆国の短編アニメーション映画である。2008年に『ウォーリー』と同時上映された。

## あらすじ
魔法の帽子を使ったマジックを得意とするマジシャンのプレストと、彼の助手であるウサギのアレック。マジックショーの本番開始前に大好物のニンジンをプレストにもらえなかったアレックは、本番中にプレストに仕返しをしようとする。